# Будимир Лукић
Будимир (Петронија) Лукић (Доња Коњуша, 7. јануар 1890 — ?) био је српски ратник. Носилац је Карађорђеве звезде са мачевима.

## Биографија
Рођен је 7. јануара 1890. године у селу Доња Коњуша, срез прокпачки, од оца Петронија и мајке Милеве. Учествовао је у свим ратовима 1912—1918. године. У рату са Бугарима, 1913. године на Брегалници се истакао и одликован је Сребрном медаљом за храброст. Нема података за које је подвиге одликован Златним војничким орденом КЗм. После ратова одселио се у Косовску Митровицу где је купио кућу и служио у жандамерији као наредник.
Са супругом Крстином имао је синове Живана и Момчила и кћер Вукосаву.